# Štiavnica (dopływ Wagu)
Štiavnica – potok na Słowacji, lewostronny dopływ Wagu.
Wypływa na wysokości około 1670 m w dolinie Štiavnica, która jest górną częścią Jánskiej doliny. Początkowo płynie we wschodnim kierunku. Poniżej przełęczy Bocianske sedlo zmienia kierunek na północny. Z bocznych dolin otrzymuje kilka dopływów, największe z nich to Biela, Bystrá, Ludárov potok, Červeny jarok, Stanišovsky potok. Po opuszczeniu Niżnych Tatr wypływa na Kotlinę Liptowską, przepływa przez wieś Liptowski Jan (Liptovský Ján), potem Węgierską Wieś (Uhorská Ves), w której na wysokości 612 m uchodzi do Wagu. Ma długość 18 km.
Poniżej ujścia Ludárovego potoku Štiavnica wpływa na obszar zbudowany ze skał wapiennych. W typowy dla tego typu skał sposób zanika na powierzchni, przepływa natomiast podziemnymi przepływami, tworząc jaskinie (Ponor Štiavnice, Jaskyňa v Sokole). Po pewnym czasie znów pojawia się na powierzchni. 